# Oeschger Bluff
Das Oeschger Bluff ist ein abgeflachtes Kliff aus Fels und Schnee im westantarktischen Marie-Byrd-Land. Es ragt im südöstlichen Teil des Mount Takahe auf.
Der United States Geological Survey kartierte die Formation anhand eigener Vermessungen und Luftaufnahmen der United States Navy zwischen 1959 und 1966. Das Advisory Committee on Antarctic Names benannte das Kliff 1975 nach dem Schweizer Physiker und Klimaforscher Hans Oeschger (1927–1998), der im Rahmen des United States Antarctic Research Program im zwei aufeinanderfolgenden Sommerkampagnen zwischen 1968 und 1970 als Glaziologe auf der Byrd-Station tätig war.